# Obermelsendorf
Obermelsendorf ist ein Gemeindeteil der Stadt Schlüsselfeld im Landkreis Bamberg (Oberfranken, Bayern). Obermelsendorf liegt in der Gemarkung Untermelsendorf.

## Geografie
Der Weiler liegt an einem namenlosen rechten Zufluss des Allbachs. Der Ort liegt in einer Waldlichtung ist unmittelbar von Acker- und Grünland mit vereinzeltem Baumbestand umgeben. Die Staatsstraße 2262 verläuft nach Untermelsendorf (0,6 km nordöstlich) bzw. nach Thüngbach (1,3 km südwestlich).

## Geschichte
Reste des mittelalterlichen Turmhügel Obermelsendorf sind noch heute gut im Gelände zu erkennen. 
1802 kam Obermelsendorf an das Kurfürstentum Bayern. Im Rahmen des Gemeindeedikts (frühes 19. Jahrhundert) entstand die Ruralgemeinde Untermelsendorf, zu der Obermelsendorf gehörte.
Am 1. Januar 1975 wurde die Gemeinde Untermelsendorf im Zuge der Gebietsreform in die Stadt Schlüsselfeld eingegliedert.